# Ukrainische Fußballnationalmannschaft der Frauen
Die ukrainische Fußballnationalmannschaft der Frauen repräsentiert die Ukraine im internationalen Frauenfußball. Die Nationalmannschaft ist dem ukrainischen Fußballverband unterstellt und wird von Anatolij Kuzew trainiert. Die ukrainische Auswahl hat sich erstmals für die 10. Frauenfußball-Europameisterschaft 2009 in Finnland qualifiziert. Für Weltmeisterschaften und Olympische Spiele konnte sich die ukrainische Auswahl bisher nicht qualifizieren.
In der Qualifikation zur WM 2011 traf die Mannschaft in einer osteuropäischen Gruppe auf Polen, Ungarn, Rumänien und Bosnien und Herzegowina. Dabei fiel die Entscheidung über den Gruppensieg erst im letzten Spiel zwischen Polen und der Ukraine, wobei den Polinnen ein Unentschieden in der Ukraine genügt hätte, um in die Playoffs einzuziehen. Die Polinnen gingen auch mit 1:0 in Führung, in der 2. Halbzeit konnten die Ukrainerinnen aber das Spiel drehen und durch ein 3:1 mit der geringsten Punktzahl aller Gruppensieger die Playoff-Runde erreichen, in der sie aber in der 2. Runde an Italien scheiterten.
Die höchste Platzierung in der FIFA-Weltrangliste wurde mit Platz 16 von Juni 2008 bis Juni 2009 belegt, danach fiel die Ukraine auf Platz 24 (Dezember 2013) zurück.

## Turnierbilanz

### Weltmeisterschaft
| - 1991: Keine Teilnahme, da Teil der Sowjetunion, die aber auch nicht teilnahm - 1995: nicht qualifiziert - 1999: nicht qualifiziert - 2003: nicht qualifiziert - 2007: nicht qualifiziert - 2011: nicht qualifiziert | - 2015: nicht qualifiziert - 2019: nicht qualifiziert - 2023: nicht qualifiziert |

### Europameisterschaft
| - 1984 - 1991: Keine Teilnahme, da Teil der Sowjetunion, die aber auch nicht teilnahm - 1993: nicht teilgenommen (1. Spiel erst nach Ende der Qualifikation) - 1995: nicht qualifiziert - 1997: nicht qualifiziert - 2001: nicht qualifiziert - 2005: nicht qualifiziert - 2009: Vorrunde | - 2013: nicht qualifiziert - 2017: nicht qualifiziert - 2022: nicht qualifiziert - 2025: nicht qualifiziert |

### Olympische Spiele
Die Qualifikation erfolgte bis 2020 über die WM-Endrunde, ab 2024 über die UEFA Women’s Nations League.
| - 1996: nicht qualifiziert - 2000: nicht qualifiziert - 2004: nicht qualifiziert - 2008: nicht qualifiziert | - 2012: nicht qualifiziert - 2016: nicht qualifiziert - 2020: nicht qualifiziert - 2024: Keine Möglichkeit sich zu qualifizieren |

### Nations League
- 2023/24: Liga B3 – 3. Platz, Relegation gegen Bulgarien gewonnen
- 2025: Liga B4 – 1. Platz, Aufstieg in Liga A für die Qualifikation zur WM 2027

## Spiele gegen Nationalmannschaften aus dem deutschsprachigen Raum
Alle Ergebnisse aus ukrainischer Sicht.

### Deutschland
| Datum              | Ort       | Ergebnis | Anlass           |
| ------------------ | --------- | -------- | ---------------- |
| 17. September 1998 | Fulda     | 0:5      | WM-Qualifikation |
| 11. Oktober 1998   | Kiew      | 1:1      | WM-Qualifikation |
| 23. September 1999 | Fürth     | 0:3      | EM-Qualifikation |
| 11. Mai 2000       | Kiew      | 1:6      | EM-Qualifikation |
| 9. August 2003     | Kiew      | 1:3      | EM-Qualifikation |
| 28. April 2004     | Oldenburg | 0:6      | EM-Qualifikation |
| 3. September 2019  | Lwiw      | 0:8      | EM-Qualifikation |
| 5. Oktober 2019    | Aachen    | 0:8      | EM-Qualifikation |

### Schweiz
Bisher gab es noch keine Länderspiele gegen die Auswahl der Schweiz.

### Österreich
| Datum           | Ort     | Ergebnis | Anlass                  |
| --------------- | ------- | -------- | ----------------------- |
| 19. August 1995 | Dubnica | 2:0      | Turnier in der Slowakei |